# Gręboszów (gmina)
Pour les articles homonymes, voir Gręboszów.
Gręboszów est une gmina rurale du powiat de Dąbrowa, Petite-Pologne, dans le sud de la Pologne. Son siège est le village de Gręboszów, qui se situe environ 18 km au nord-ouest de Dąbrowa Tarnowska et 64 km à l'est de la capitale régionale Cracovie.
La gmina couvre une superficie de 48,63 km2 pour une population de 3 599 habitants.

## Géographie
La gmina inclut les villages de Bieniaszowice, Biskupice, Borusowa, Gręboszów, Hubenice, Karsy, Kozłów, Lubiczko, Okręg, Ujście Jezuickie, Wola Gręboszowska, Wola Żelichowska, Zapasternicze, Zawierzbie et Żelichów.
La gmina borde les gminy de Bolesław, Nowy Korczyn, Olesno, Opatowiec, Wietrzychowice et Żabno.